# Крутояр (Ульяновська область)
Крутояр (рос. Крутояр) — селище в Ульяновському районі Ульяновської області Російської Федерації.
Населення становить 371 особу. Входить до складу муніципального утворення Ундоровське сільське поселення.

## Історія
Від 2004 року входить до складу муніципального утворення Ундоровське сільське поселення.

## Населення
| 2010 |
| ---- |
| 371  |